# Yoon Kyung-ho
Yoon Kyung-ho (en hangul, 윤경호; nacido en Jeolla del Sur el 5 de julio de 1980) es un actor de cine, teatro y televisión surcoreano. Ha sido actor secundario en multitud de producciones cinematográficas y televisivas, idóneo para interpretar un extenso abanico de personajes en todos los géneros y registros.

## Carrera
Graduado en Teatro en la Universidad de Woosuk, Yoon debutó como actor de cine en 2006, y desde entonces fue acumulando una larga serie de pequeños papeles. En 2002 había aparecido ya en televisión como extra en la serie de SBS The Age of the Wild. Durante esos años iniciales, y como tantos actores desconocidos, acumuló experiencia también en el teatro dramático clásico y moderno (McBad y Shakespeare in Hamlet, Birth of Push and Hold y Cheerful Romance) y en el musical (Agatha y Whale Whale entre otras producciones).
El actor debía lidiar con un problema adicional para obtener un papel: «debido a que mi rostro se ve más viejo que mi edad real, tuve que competir con actores mayores que yo desde que tenía 20 años. Como resultado, tuve que practicar la actuación el triple de duro. A veces hice trampa en mi edad y audicioné».
En 2016 tuvo una actuación destacada en el reparto de la exitosa serie de tvN Goblin como Kim Woo-sik, gracias a la cual se dio a conocer por un público más numeroso. En esos años trabajó asiduamente con este canal, hasta el punto de que se le llegó a conocer como el «hombre de tvN».
En febrero de 2017 el actor se fracturó una costilla mientras filmaba una escena de acción con Jang Hyuk para la serie Voice. Aunque se le prescribió reposo por algunas semanas, Yoon no informó del hecho al equipo de producción y prosiguió con el rodaje.
Su primer papel protagonista llegó en 2018 con la película Intimate Strangers, versión surcoreana de la exitosa comedia italiana Perfectos desconocidos, y que también fue éxito de taquilla en su país. Desde ese año ha adquirido cierta popularidad y ha multiplicado sus apariciones tanto en cine como en televisión, demostrándose un actor secundario dúctil y con un gran espectro de personajes.
Yoon Kyung-ho ha sido también modelo para algunas campañas publicitarias.

## Filmografía

### Cine
| Año  | Título                               | Hangul                             | Papel                                    | Notas              | Ref.          |
| ---- | ------------------------------------ | ---------------------------------- | ---------------------------------------- | ------------------ | ------------- |
| 2006 | Oh! My God                           | 구세주                             |                                          |                    |               |
| 2006 | How the Lack of Love Affects Two Men | 애정결핍이 두 남자에게 미치는 영향 |                                          |                    |               |
| 2009 | Daytime Drinking                     | 낮술                               | Amigo 1                                  |                    |               |
| 2010 | Wedding Dress                        | 웨딩드레스                         | Trabajador de ambulancia                 |                    |               |
| 2011 | The Last Blossom                     | 세상에서 가장 아름다운 이별        | Chico de la casa de cojines              |                    |               |
| 2011 | Countdown                            | 카운트다운                         | Tae-won                                  |                    |               |
| 2011 | Punch                                | 완득이                             | Hombre en el Mercado Tradicional 3       |                    |               |
| 2012 | I Am the King                        | 나는 왕이로소이다                  | Geun-Bae                                 |                    | [ 8 ]         |
| 2013 | Boomerang Family                     | 고령화 가족                        | Carnicero                                |                    |               |
| 2013 | The Face Reader                      | 관상                               | Im-woon                                  |                    | [ 9 ]         |
| 2013 | Steel Cold Winter                    | 소녀                               | Maestro                                  |                    |               |
| 2014 | Plan Man                             | 플랜맨                             | Hombre borracho                          |                    |               |
| 2014 | Total Messed Family                  | 오빠가 돌아왔다                    | Director de Yudo                         |                    | [ 10 ]        |
| 2014 | Kundo: Age of the Rampant            | 군도: 민란의 시대                  | Esclavo 2 de Jo Yoon                     |                    |               |
| 2014 | Tazza: The Hidden Card               | 타짜: 신의 손                      | Jugador en sala de billar                |                    | [ 9 ]         |
| 2015 | Salut d'Amour                        | 장수상회                           | Policía 1                                |                    | [ 9 ]         |
| 2015 | The Accidental Detective             | 탐정: 더 비기닝                    | Detective Ma                             |                    | [ 11 ]        |
| 2016 | A Violent Prosecutor                 | 검사외전                           | Hombre de la banda de Hyeon Seok-pae     |                    | [ 9 ]         |
| 2016 | Ron-off                              | 국가대표 2                         | Entrenador de la selección juvenil       |                    | [ 9 ]         |
| 2016 | Life Risking Romance                 | 목숨 건 연애                       | Jefe de policía/Noh Duk-Sool             |                    | [ 9 ]         |
| 2017 | My Little Brother                    | 그래, 가족                         | Dal-joo                                  |                    | [ 12 ]        |
| 2017 | Blue Busking                         | 마차 타고 고래고래                 | Hyeon-woo                                |                    |               |
| 2017 | Real                                 | 리얼                               | Broker                                   |                    |               |
| 2017 | Okja                                 | 옥자                               | Empleado de Mirando                      |                    | [ 13 ]        |
| 2017 | The Battleship Island                | 군함도                             | Dauber                                   |                    | [ 9 ]         |
| 2018 | On Your Wedding Day                  | 너의 결혼식                        | Detective en la comisaría                |                    |               |
| 2018 | Intimate Strangers                   | 완벽한 타인                        | Young-bae                                |                    | [ 14 ] [ 15 ] |
| 2019 | Mal-Mo-E: The Secret Mission         | 말모이                             | Optometrista                             |                    | [ 16 ]        |
| 2019 | The Dude in Me                       | 내안의 그놈                        | Jefe Yang, rival de Jang Pan-soo         |                    | [ 17 ]        |
| 2019 | Crazy Romance                        | 가장 보통의 연애                   | Jeong-soo                                | Aparición especial | [ 18 ]        |
| 2019 | Svaha                                | 사바하                             | Propietario de galpón de ganado          |                    |               |
| 2019 | Juror 8                              | 배심원들                           | Jo Jin-sik                               |                    | [ 19 ] [ 20 ] |
| 2019 | Start-Up                             | 시동                               | Kim Dong-hwa                             |                    | [ 21 ] [ 22 ] |
| 2020 | Honest Candidate                     | 정직한 후보                        | Bong Man-sik                             |                    | [ 23 ] [ 24 ] |
| 2020 | The Prayer                           | 간호중                             | Esposo de Choi Jeong-gil                 |                    | [ 25 ] [ 26 ] |
| 2021 | The Book of Fish                     | 자산어보                           | Moon Soon-deuk                           |                    | [ 27 ] [ 28 ] |
| 2021 | Kids Are Fine                        |                                    | Padre de Da-i                            |                    |               |
| 2021 | Escape from Mogadishu                | 모가디슈                           | Oficial superior de la ANSP              |                    | [ 29 ]        |
| 2022 | Kingmaker                            | 킹메이커                           | Sr. Kim, político del partido gobernante |                    | [ 30 ]        |
| 2022 | Air Murder                           | 공기살인                           | Seo Woo-sik                              |                    | [ 31 ] [ 32 ] |
| 2022 | I Want to Know Your Parents          | 니 부모 얼굴이 보고 싶다           | Fiscal                                   |                    |               |
| 2022 | Alienoid                             | 외계+인 1부                        | Sam-sik                                  | Aparición especial |               |
| 2022 | Seúl a toda pastilla                 | 서울대작전                         | Sr. Yoon                                 | Aparición especial | [ 33 ] [ 34 ] |
| 2022 | Honest Candidate 2                   | 정직한 후보 2                      | Bong Man-sik                             |                    | [ 35 ] [ 36 ] |
| 2022 | The Great Dancer                     |                                    | Baek Bong                                | Aparición especial |               |
| 2022 | Birth                                |                                    | Hyeon Seok-moon                          |                    |               |
| 2023 | Boksoon debe morir                   | 길복순                             | Yang No-soon                             | Aparición especial | [ 37 ]        |
| 2023 | Sleep                                | 잠                                 | Médico                                   |                    | [ 38 ]        |
| 2023 | 30 Days                              | 30일                               | Ki-bae                                   |                    | [ 39 ] [ 40 ] |
| 2024 | Alienoid: Return to the Future       | 외계+인 2부                        | Sam-sik                                  |                    | [ 41 ]        |
| 2024 | Revolver                             | 리볼버                             | Abogado Yang                             |                    |               |
| 2024 | The Desperate Chase                  | 필사의 추격                        | Ju Rin-fang                              |                    | [ 42 ]        |
| 2025 | My Daughter Is a Zombie              | 좀비딸                             | Jo Dong-bae                              |                    | [ 43 ]        |

### Series de televisión
| Año     | Título                                | Papel                        | Canal   | Notas                         | Ref.          |
| ------- | ------------------------------------- | ---------------------------- | ------- | ----------------------------- | ------------- |
| 2014    | Golden Cross                          |                              | KBS2    |                               |               |
| 2015    | Missing Noir M                        |                              | OCN     |                               |               |
| 2015-16 | Remember: War of the Son              | Asesino a sueldo             | SBS     | 3 episodios desde el n.º 7    | [ 44 ] [ 45 ] |
| 2016    | Memory                                | Detective Kim Chang-soo      | tvN     |                               | [ 46 ]        |
| 2016-17 | Goblin                                | Kim Woo-sik                  | tvN     |                               | [ 3 ] [ 5 ]   |
| 2017    | Voice                                 | Yoon Pil-bae                 | OCN     | Temporada 1                   | [ 4 ] [ 5 ]   |
| 2017    | Duel                                  | Lee Hyung-sik                | OCN     |                               | [ 47 ]        |
| 2017    | Forest of Secrets                     | Kang Jin-sub                 | tvN     | Temporada 1, ep. 1-2          | [ 48 ]        |
| 2017    | Hello, My Twenties!                   | Novio de Moon Hyo-jin        | jTBC    | Temporada 2, ep. 10-13        | [ 49 ]        |
| 2017    | Madame Jung’s One Last Week           | Padrastro de Eun-mi          | KBS2    | Drama Special, temp. 8, ep. 5 |               |
| 2017    | Tribunal de brujas                    | Goo Seok-chan                | KBS2    |                               | [ 50 ]        |
| 2017-18 | No soy un robot                       | Jefe del equipo de seguridad | MBC     |                               |               |
| 2018    | Mr. Sunshine                          | Padre de Seung-goo           | tvN     |                               | [ 51 ]        |
| 2018    | Where Stars Land                      | Cliente grosero              | SBS     | Aparición especial, ep. 1     | [ 52 ]        |
| 2018    | I Picked Up a Celebrity on the Street | Detective Byun Ji-yong       | Oksusu  | Serie web                     |               |
| 2019    | The Crowned Clown                     | Kap-soo                      | tvN     |                               | [ 1 ]         |
| 2019    | Trap                                  | Sr. Choi                     | OCN     |                               | [ 1 ]         |
| 2019    | Confession                            | Heo Jae-man                  | tvN     |                               | [ 53 ] [ 54 ] |
| 2019    | When the Devil Calls Your Name        | Kang Pil-seong               | tvN     |                               | [ 55 ] [ 56 ] |
| 2019    | Psychopath Diary                      | Na In-hye                    | tvN     | Aparición especial            |               |
| 2019    | Ogre                                  | Gold boss                    |         | Drama Stage, temp. 3, ep. 1   |               |
| 2019    | Luwak Human                           | Kim Yeong-seok               | jTBC    | Drama Festa                   |               |
| 2020    | Itaewon Class                         | Oh Byeong-heon               | jTBC    |                               | [ 57 ]        |
| 2020    | Team Bulldog: Off-Duty Investigation  | Teddy Jung                   | OCN     |                               | [ 58 ] [ 59 ] |
| 2020    | SF8                                   | Marido de la paciente Choi   | MBC     | Ep. 1, The Prayer             | [ 60 ] [ 61 ] |
| 2020-21 | Awaken                                | Lee Ji-wook                  | tvN     |                               | [ 58 ]        |
| 2021    | Vincenzo                              | Nam Shin-bae                 | tvN     | Aparición especial            |               |
| 2021    | Mi nombre                             | Yoon Dong-hoon               | Netflix | Serie web                     | [ 62 ]        |
| 2022    | Estamos muertos                       | Jung Yong-nam                | Netflix | Serie web                     | [ 63 ]        |
| 2022    | The Sound of Magic                    | Kim Doo-shik                 | Netflix | Serie web                     |               |
| 2022    | Green Mothers' Club                   | Lee Man-su                   | jTBC    |                               | [ 64 ]        |
| 2022    | Cleaning Up                           | Oh Dong-ju                   | jTBC    |                               | [ 65 ]        |
| 2023    | El peor de los males                  | Hwang Min-goo                | Disney+ | Serie web                     | [ 66 ]        |
| 2024    | Doubt                                 | Oh Jeong-hwan                | MBC     |                               | [ 67 ]        |
| 2025    | Héroes de guardia                     | Han Yoo-rim                  | Netflix | Serie web en ocho ep.         | [ 68 ] [ 69 ] |
| 2025    | Submundo                              | Byeong-sik                   | Disney+ | Serie web                     |               |

## Teatro
| Año  | Título           | Papel                              | Notas                                 | Ref.         |
| ---- | ---------------- | ---------------------------------- | ------------------------------------- | ------------ |
| 2011 | Cheerful Romance |                                    |                                       | [ 1 ]        |
| 2014 | Trampa mortal    | Sydney Bruhl                       | 9 jul-28 sep                          | [ 70 ]       |
| 2015 | Agatha           | Inspector que investiga el caso    | Musical, 11 feb-10 may                | [ 1 ] [ 71 ] |
| 2015 | Whale Whale      | Gerente de Hobin/padre de Min-sook | Musical, 11 sep-15 nov                | [ 1 ]        |
| 2022 | True West        | Lee                                | TOM Hall 2 en Daehangno, 6 sep-13 nov | [ 72 ]       |

## Premios y nominaciones
| Año  | Premios                     | Categoría                           | Papel              | Resultado | Ref.          |
| ---- | --------------------------- | ----------------------------------- | ------------------ | --------- | ------------- |
| 2019 | 39.º Golden Cinematography  | Mejor actor de reparto              | Intimate Strangers | Ganador   | [ 73 ] [ 74 ] |
| 2022 | APAN Star                   | Mejor actor de reparto              | Mi nombre          | Nominado  | [ 75 ]        |
| 2024 | Premios MBC Drama           | Mejor actor de reparto              | Doubt              | Nominado  |               |
| 2025 | 61.os Premios Baeksang Arts | Mejor actor de reparto (televisión) | Héroes de guardia  | Nominado  | [ 76 ] [ 77 ] |
| 2025 | Premios Blue Dragon Series  | Mejor actor de reparto              | Héroes de guardia  | Nominado  | [ 78 ]        |